# Onitis meruensis
Onitis meruensis là một loài bọ cánh cứng trong họ Bọ hung (Scarabaeidae).